# Lindneromyia kerteszi
Lindneromyia kerteszi är en tvåvingeart som först beskrevs av Oldenberg 1913.  Lindneromyia kerteszi ingår i släktet Lindneromyia och familjen svampflugor.
Artens utbredningsområde är Taiwan. Inga underarter finns listade i Catalogue of Life.